# Smaug (genre)
Pour l’article homonyme, voir Smaug.
Genre
Smaug est un genre de sauriens de la famille des Cordylidae.

## Répartition
Les huit espèces de ce genre se rencontrent en Afrique australe.

## Description
Les espèces de ce genre mesurent jusqu'à une vingtaine de centimètres, queue non comprise. Ce sont des vivipares donnant naissance entre un et six jeunes à la fois.

## Liste des espèces
Selon The Reptile Database (29 juin 2012) :
- Smaug barbertonensis (Van Dam, 1921)
- Smaug breyeri (Van Dam, 1921)
- Smaug depressus (Fitzsimons, 1930)
- Smaug giganteus (Smith, 1844)
- Smaug mossambicus (Fitzsimons, 1958)
- Smaug regius (Broadley, 1962)
- Smaug vandami (Fitzsimons, 1930)
- Smaug warreni (Boulenger, 1908)

## Étymologie
Le genre Smaug, reprenant le nom de Smaug le Doré, le dragon intervenant dans le roman Bilbo le Hobbit (J. R. R. Tolkien, 1937), dérivé du verbe germanique primitif smugan, « se glisser dans un trou », a été choisi en référence au fait que l'espèce type vit sous terre. Ce nom semblait tout indiqué, puisque Tolkien est né dans la province sud-africaine de l'État-Libre, qui se trouve dans l'aire de répartition de cette espèce.

## Publication originale
- Stanley, Bauer, Jackman, Branch & Le Fras Nortier Mouton, 2011 : Between a rock and a hard polytomy: Rapid radiation in the rupicolous girdled lizards (Squamata: Cordylidae). Molecular Phylogenetics and Evolution, vol. 58, no 1, p. 53–70 (texte intégral).